# Gaël
Gaël (Gwazel in lingua bretone) è un comune francese di 1 601 abitanti situato nel dipartimento dell'Ille-et-Vilaine nella regione della Bretagna.

## Società

### Evoluzione demografica
Abitanti censiti